# Slavonické rybníky
Slavonické rybníky jsou přírodní památka u města Slavonice v okrese Jindřichův Hradec. Chráněné území bylo vyhlášeno k ochraně společenstev břehových porostů dvou rybničních soustav s výskytem vážky jasnoskvrnné (Leucorrhinia pectoralis).

## Historie
Chráněné území s původním názvem Dědek u Slavonic vyhlásil Okresní úřad Jindřichův Hradec v kategorii přírodní památka s účinností od 17. listopadu 1995. Krajský úřad Jihočeského kraje jeho vyhlášku 26. října 2023 zrušil a chráněné území nahradil přírodní památkou Slavonické rybníky. Agentura ochrany přírody a krajiny ČR obě území eviduje pod evidenčním kódem 1777.